# آنسلمو دوراتچی
آنسلمو دوآرته (پرتغالی: Anselmo Duarte؛ ۲۱ آوریل ۱۹۲۰ – ۷ نوامبر ۲۰۰۹) یک هنرپیشه، کارگردان فیلم، فیلم‌نامه‌نویس، تهیه‌کننده، و تدوین‌گر اهل برزیل بود.

## زندگی‌نامه
وی عضو هیئت داوران جشنواره فیلم کن در سال ۱۹۷۱ بود

## فیلمشناسی
1. قول (۱۹۶۲)

## جوایز و افتخارات
- برنده نخل طلایی جشنواره فیلم کن (۱۹۶۲)
- نامزد خرس طلایی ۱۵مین دوره جشنواره بین‌المللی فیلم برلین (۱۹۶۵) بخاطر فیلم The Obsessed of Catule
- نامزد جایزه اسکار بهترین فیلم خارجی زبان (۱۹۶۲) بخاطر فیلم O Pagador de Promessas